# Грб Херцег-Босне
Грб Херцег-Босне представља варијацију хрватског грба, на мало другачијем штиту и са златним троплетом у врху. Овај грб се користи као грб Западнохерцеговачког кантона и Кантона 10, иако је његова употреба у те сврхе проглашена неуставном и поништена одлуком Уставног суда Федерације БиХ од 20. новембра 1997. и 19. фебруара 1998.